# Diclonius
Il diclonio (gen. Diclonius) è un dinosauro erbivoro appartenente ai dinosauri a becco d'anatra (adrosauri). È conosciuto solo per frammenti fossili e alcuni denti, ritrovati in strati del Cretaceo superiore (Campaniano, circa 75 milioni di anni fa) in Nordamerica (Montana).

## Classificazione
Questo dinosauro è noto per alcuni denti fossili e parte di una mandibola, descritti per la prima volta nel 1876 da Edward Drinker Cope. Il nome generico deriva dal greco e significa "due fusti" o "due germogli": Cope si riferiva al metodo di sostituzione dei denti, nel quale i nuovi denti potevano affiancare quelli vecchi più usurati, e non sostituirli immediatamente. Quindi il numero di denti che spuntavano era doppio rispetto a Monoclonius ("singolo germoglio"), un altro dinosauro descritto da Cope nello stesso articolo di Diclonius, che usava una sola dentizione alla volta. La specie tipo è Diclonius pentagonus, ma Cope descrisse altre specie (D. calamarius e D. perangulatus) sulla base di altri denti rinvenuti nello stesso sito del Montana. È possibile che tutti questi denti appartengano in realtà a una medesima specie, o forse a più dinosauri a becco d'anatra anche molto diversi fra loro. In ogni caso, attualmente Diclonius è considerato un nomen dubium a causa dell'estrema frammentarietà dei fossili, privi di caratteri distintivi.